# Кариньяно
Кариньяно (італ. Carignano, п'єм. Carignan) — муніципалітет в Італії, у регіоні П'ємонт,  метрополійне місто Турин.
Кариньяно розташоване на відстані близько 520 км на північний захід від Рима, 19 км на південь від Турина.
Населення — 9206 осіб (2014).
Щорічний фестиваль відбувається останньої неділі вересня. Покровитель — San Remigio.

## Демографія
Населення за роками:

Станом на 1 січня 2023 року в муніципалітеті офіційно проживав 861 іноземець з 52 країн, серед них 432 громадяни країн Євросоюзу та 1 громадянин України.

## Сусідні муніципалітети
- Карманьйола
- Кастаньоле-П'ємонте
- Ла-Лоджа
- Ломбріаско
- Монкальєрі
- Озазіо
- Пьобезі-Торинезе
- Вілластеллоне
- Віново